# 波多野豪
波多野 豪（はたの ごう、1998年5月25日 - ）は、東京都武蔵村山市出身のプロサッカー選手。Jリーグ・FC東京所属。ポジションはゴールキーパー（GK）。

## 来歴

### プロ入り前
土肥洋一に憧れてGKを志したが 小学生時の所属チームではFWに配されていた。6歳の時に2歳の頃から好きだったというFC東京のスクールに参加しGKでプレー。FC東京U-15むさしのセレクションでもGKを選択し、中学進学以降はGKに専念。
トップチームの練習と学業との両立のため、高校2年生の時に第一学院高等学校に転校。
同学年でFC東京U-15深川に所属していた廣末陸や山口瑠伊以上の高評価を得て FC東京U-18に進み、2016年にはトップチームに2種登録され、J3リーグにも出場。同年7月の日本クラブユース選手権では、出場した5試合を無失点に抑えて優勝に貢献した。

### FC東京
2017年、FC東京トップチームへ昇格。3月12日、J3開幕戦のカターレ富山戦でプロとして初めて公式戦に出場した。4月25日、ルヴァンカップ第3節のジュビロ磐田戦ではトップチーム初のベンチ入りをしたが、大久保択生が退場してしまったため、急遽初出場をした。
2020年8月10日、第9節のセレッソ大阪戦でJ1デビューを果たした。その後は、当時レギュラーであった林彰洋とポジションを争う中、林が4失点を喫した横浜FM戦以降からレギュラーに定着。その後の林の負傷もあって、ACLでもゴールを守った。
2021年は児玉剛とポジションを争いながら、31試合に出場した。
2022年は降格したベガルタ仙台から元ポーランド代表ヤクブ・スウォビィクが加入。自身は第2GKに降格し、開幕戦もベンチスタートとなると、シーズン通しての出場は僅か1試合にとどまった。
2023年、出場機会を求めてV・ファーレン長崎へ期限付き移籍。
2024シーズンより、FC東京へ復帰。ポジションを争うライバルの野澤大志ブランドンがAFCアジアカップ2024出場のためにチームを離脱していたこともあり、野澤不在の間にピーター・クラモフスキー監督の信頼を勝ち取った波多野が開幕戦の先発に抜擢、2失点こそしたものの好守目立つプレーを見せた。しかしその後はリーグ戦で二度退場するなど、パフォーマンスが安定しなかったことから再び野澤にポジションを奪い返され、リーグ戦の出場は13試合にとどまった。

## その他
- 2016年11月のＪユースカップ準決勝京都サンガU-18戦では、京都のDF麻田将吾と交錯した際、倒されたと勘違いして拳で殴ってしまうという本来ならレッドカードで一発退場かつ数試合の出場停止相当の行為を行い、試合後に京都U-18監督の森岡隆三から激しく説教をされるという軽率さもあった[17]。その後波多野は森岡を見かけるたびに挨拶に行き、謝罪をしているという。

- 2021年3月18日、新型コロナウイルス感染防止対策に取り組むクラブの規則を破り、安部柊斗と会食に出かけ5日間の謹慎処分を受けた[18]。

## 所属クラブ
- 2005年 - 2010年 武蔵村山1FC[2]
- 2011年 - 2013年 FC東京U-15むさし[2]
- 2014年 - 2016年 FC東京U-18
  - 2015年 - 2016年  FC東京 (2種登録)
- 2017年 -  FC東京
  - 2023年  V・ファーレン長崎（期限付き移籍）

## 個人成績
| 国内大会個人成績 | 国内大会個人成績 | 国内大会個人成績 | 国内大会個人成績 | 国内大会個人成績 | 国内大会個人成績 | 国内大会個人成績 | 国内大会個人成績 | 国内大会個人成績 | 国内大会個人成績 | 国内大会個人成績 | 国内大会個人成績 |
| 年度             | クラブ           | 背番号           | リーグ           | リーグ戦         | リーグ戦         | リーグ杯         | リーグ杯         | オープン杯       | オープン杯       | 期間通算         | 期間通算         |
| 年度             | クラブ           | 背番号           | リーグ           | 出場             | 得点             | 出場             | 得点             | 出場             | 得点             | 出場             | 得点             |
| 日本             | 日本             | 日本             | 日本             | リーグ戦         | リーグ戦         | リーグ杯         | リーグ杯         | 天皇杯           | 天皇杯           | 期間通算         | 期間通算         |
| ---------------- | ---------------- | ---------------- | ---------------- | ---------------- | ---------------- | ---------------- | ---------------- | ---------------- | ---------------- | ---------------- | ---------------- |
| 2017             | FC東京           | 50               | J1               | 0                | 0                | 1                | 0                | 0                | 0                | 1                | 0                |
| 2018             | FC東京           | 50               | J1               | 0                | 0                | 0                | 0                | 0                | 0                | 0                | 0                |
| 2019             | FC東京           | 13               | J1               | 0                | 0                | 2                | 0                | 0                | 0                | 2                | 0                |
| 2020             | FC東京           | 13               | J1               | 10               | 0                | 1                | 0                | 1                | 0                | 12               | 0                |
| 2021             | FC東京           | 13               | J1               | 31               | 0                | 8                | 0                | 0                | 0                | 39               | 0                |
| 2022             | FC東京           | 13               | J1               | 1                | 0                | 4                | 0                | 2                | 0                | 7                | 0                |
| 2023             | 長崎             | 21               | J2               | 42               | 0                | -                | -                | 0                | 0                | 42               | 0                |
| 2024             | FC東京           | 13               | J1               | 13               | 0                | 2                | 0                | 1                | 0                | 16               | 0                |
| 2025             | FC東京           | 13               | J1               |                  |                  |                  |                  |                  |                  |                  |                  |
| 通算             | 日本             | 日本             | J1               | 55               | 0                | 18               | 0                | 4                | 0                | 77               | 0                |
| 通算             | 日本             | 日本             | J2               | 42               | 0                | -                | -                | 0                | 0                | 42               | 0                |
| 総通算           | 総通算           | 総通算           | 総通算           | 97               | 0                | 18               | 0                | 4                | 0                | 119              | 0                |

| 2016   | F東23  | 41     | J3     | 2  | 0 | 2  | 0 |
| 2017   | F東23  | 50     | J3     | 15 | 0 | 15 | 0 |
| 2018   | F東23  | 50     | J3     | 11 | 0 | 11 | 0 |
| 2019   | F東23  | 13     | J3     | 23 | 0 | 23 | 0 |
| 通算   | 日本   | 日本   | J3     | 41 | 0 | 41 | 0 |
| 総通算 | 総通算 | 総通算 | 総通算 | 41 | 0 | 41 | 0 |

- 2016年は2種登録選手

| 国際大会個人成績 | 国際大会個人成績 | 国際大会個人成績 | 国際大会個人成績 | 国際大会個人成績 |
| 年度             | クラブ           | 背番号           | 出場             | 得点             |
| AFC              | AFC              | AFC              | ACL              | ACL              |
| ---------------- | ---------------- | ---------------- | ---------------- | ---------------- |
| 2020             | FC東京           | 13               | 6                | 0                |
| 通算             | AFC              | AFC              | 6                | 0                |

- 2016年5月29日 - Jリーグ初出場 J3第11節 vsAC長野パルセイロ (南長野運動公園総合球技場)

## タイトル

### クラブ
FC東京U-18
- 日本クラブユースサッカー選手権 (U-18)大会 (2016年)
- Jユースカップ (2016年)

FC東京
- Jリーグカップ：1回（2020年）

### 個人
- J2リーグ フェアプレー個人賞（2023年）

## 代表歴
- U-16日本代表
  - モンテギュー国際大会 (2013年)[19]
- U-20日本代表
  - ドイツ遠征（2017年）
  - FIFA U-20ワールドカップ（2017年）
  - AFC U-23選手権2018 (予選)（2017年）
- U-21日本代表
  - AFC U-23選手権（2018年）
  - スポーツ・フォー・トゥモロー（SFT）プログラム 南米・日本U-21サッカー交流（2018年）
  - トゥーロン国際大会（2018年、追加招集）
- U-22日本代表
  - AFC U-23選手権2020 (予選)（2019年）
  - トゥーロン国際大会（2019年）
- U-23日本代表
  - 千葉キャンプ（2020年）